# 進歩 (フェロー諸島)
進歩（しんぽ、フェロー語: Framsókn）は、フェロー諸島の政党。